# Thomisus venulatus
Thomisus venulatus es una especie de araña cangrejo del género Thomisus, familia Thomisidae. Fue descrita científicamente por Walckenaer en 1841.

## Distribución
Esta especie se encuentra en Argelia.